# 166748 Timrayschneider
166748 Timrayschneider este un asteroid din centura principală de asteroizi.

## Descriere
166748 Timrayschneider este un asteroid din centura principală de asteroizi. A fost descoperit pe 5 octombrie 2002 la Apache Point Observatory în cadrul programului Sloan Digital Sky Survey. Asteroidul prezintă o orbită caracterizată de o semiaxă mare de 2,85 ua, o excentricitate de 0,06 și o înclinație de 1,2° în raport cu ecliptica.